# Wijk (släkt)
Wijk är ett efternamn, som i Sverige bland annat bärs av en släkt med flera framträdande medlemmar i Göteborgs historia, bland annat Olof Wijk d.ä. och Olof Wijk d.y. Ätten härstammar från Wiken Mellangården, Björlanda socken på Hisingen.

## Släktkrönika
Stamfader är Hans Nielsen Kock, som 1573–1603 var helgårdsman i Röra, Björlanda socken. Dennes son Carl Hansen Kock, född före 1577, död efter 1634 samt sonsonen Rasmus Carlsson Kock, född omkring 1597, död omkring 1679 var båda hemmansägare där. Det var sonen till Rasmus Carlsson Kock, konstapeln vid flottan Nils Cornelius Rasmusson, född före 1652, död 1716 som var den förste att flytta till det närbelägna Wijk (Wikan), år 1673. Dennes son, överstyrmannen vid flottan, kapten Erik Nilsson Wijk (1674–1742) var den förste att anta släktnamnet Wijk. Han gifte sig 1712 med Maria Eriksdotter (död efter 1766). Deras son var kofferdistyrmannen Olof Ericsson Wijk (1718–1800), gift 1754 med Anna Jacobsdotter (1737–1796). De hade sonen kofferdikapten Eric Wijk (1755–1818) som fick burskap i Göteborg 1785, och blev gift 1786 med Olivia Romare (1759–1829) från Helsingborg.
Av deras döttrar gifte sig Anna Catharina (1794–1861) år 1815 med grosshandlaren William Gibson (1783–1857) och Maria Lovisa (1804–1886) år 1830 med grosshandlaren Alexander Keiller (1804-1874). Enda sonen var grosshandlaren Olof Wijk d.ä. (1786–1856), gift 1832 med Hilda Virginia Prytz (1810–1890).
De blev föräldrar till grosshandlare Olof Wijk d.y., grosshandlare Erik Wijk (1836–1910) som var gift med Emily Dickson (1849–1943), grosshandlare Carl Wijk (1839–1907), gift 1864 med Emma Röhss (1843–1896), godsägare Ivar Wijk  (1841–1911), gift 1:o 1865  med Hedvig Norström (1843–1869) och 2:o 1872 med Mary Dickson (1854–1911) samt godsägare Knut Wijk  (1851-1890), gift 1878 med Agnes Blidberg (1859–1926).

## Släkttrad i urval

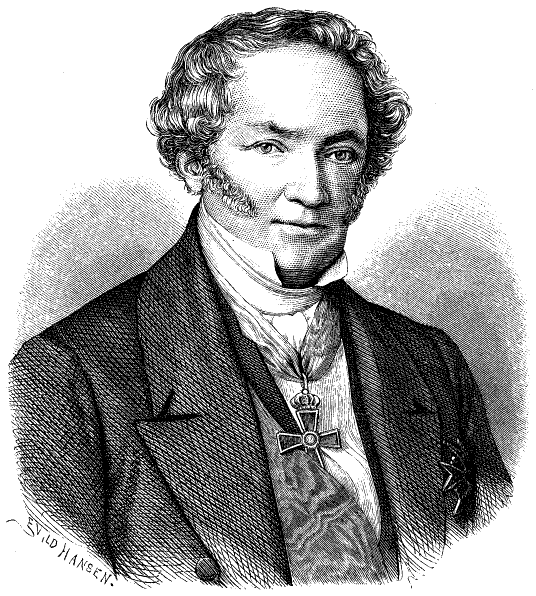
Olof Wijk d.ä.

- Erik Nilsson Wijk (1674–1742), överstyrman
  - Olof Ericsson Wijk (1718–1800), kofferdistyrman
    - Eric Wijk (1755–1818) kofferdikapten. Gift med Olivia Romare (1759–1829).[2]
      - Olof Wijk d.ä. (1786–1856), grosshandlare gift 1832 med Hilda Virginia Prytz (1810–1890). 
        - Olof Wijk d.y. (1833–1901), grosshandlare, gift med Caroline Wijk, född Dickson (1847–1918), donator.
          - Hjalmar Wijk (1877–1965), politiker, industriman

        - Erik Wijk (1836–1910), grosshandlare, gift med Emily Dickson (1849–1943)
          - Mary Emily Wijk (1884–1957), gift med landshövdingen och statsrådet Oscar von Sydow

        - Carl Wijk (1839–1907), grosshandlare, gift med Emma Röhss (1843–1896)
        - Ivar Wijk (1841–1911), godsägare, gift 1:o med Hedvig Norström (1843–1869), 2:o med Mary Dickson (1854–1911)
          - Erik Wijk (född 1963), författare, sonsons sonson till Ivar Wijk.

        - Knut Wijk (1851–1890), godsägare, gift med Agnes Blidberg (1859–1926)

      - Anna Catharina Wijk (1794–1861), gift med William Gibson
      - Marie Louise Wijk (1804–1886), gift med Alexander Keiller

## Adliga ätten Wijk
Grosshandlaren Olof Wijk d.y. adlades 24 oktober 1890, som den näst siste adlade i Sverige, och introducerades 1891 som ätt nummer 2342 på Riddarhuset med bibehållande av namnet. Den adliga ätten utslocknade på svärdssidan med sonen Hjalmar Wijk (1877–1965), som var ogift.
Vapen: En delad sköld, i hvars öfre blå fält ligger en uppslagen bok af silfver, innehållande Sveriges grundlagar, och i det nedre af guld en balkvis liggande blå talmansklubba med skaftet nedåt. På skölden hvilar en öppen tornerhjelm, prydd med en af guld och blått sammanvriden hjelmkrans, på hvilken hvilar en upprättstående sköld med Göteborgs vapen. Bakom denna sköld stå korsande hvarandra, till höger en gyllene merkuriestaf med blå ormar och vingar samt till venster ett likaledes blått ankare med gyllene ring. Skölden omgifves af löfverk, vexelvis af guld och blå färg.